# For All Those Sleeping
For All Those Sleeping — американський металкор-гурт, створений у Сартеллі, штат Міннесота, у 2007 році. Гурт випустив три студійні альбоми: Cross Your Fingers (2010), Outspoken (2012) і Incomplete Me (2014). Вони оголосили про розпад 9 жовтня 2014 року.

## Історія

### 2007—2011: заснування таCross Your Fingers
Гурт For All Those Sleeping створили у 2007 році, коли Майк Чампа, Джерад П'єрскалла, Девід Волгман-Стівенс та Ітан Трекелл ще були учнями середньої школи Сартелла. Вони самостійно випустили демозапис 2007 року та мініальбом 2008 року The Lies We Live з оригінальним звуком гурту, який поєднував мелодичне звучання з впливом поп-панку та брутальними брейкдаунами. Пізніше до гурту приєднався басист/вокаліст Лондон Снетсінгер, який замінив гітариста/клавішника Девіда Волгмана-Стівена на посаді головного вокаліста гурту. У міру зростання місцевої фан-бази гурт привернув увагу лейблу Fearless Records і у травні 2010 року уклала контракт.
Протягом наступних місяців гурт виступив як супроводжувальний гурт для кількох гуртів. У травні вони грали на розігріві у короткому червневому турі за участю Honor Bright із From First To Last. Гурт також гра на розігріві у турі хедлайнерів Drop Dead Gorgeous разом із Sleeping With Sirens, Attila, Abandon All Ships, Woe, Is Me та Scarlett O'Hara.
25 червня 2010 року гурт оголосив про початок прийому попередніх замовлень на майбутній альбом Cross Your Fingers, реліз якого заплановано на 20 липня 2010 року. Гурт також випустив дебютний сингл з альбому, «Never Leave Northfield». Другий сингл «Outbreak of Heartache» вийшов 13 липня через PureVolume.
Дебютний альбом Cross Your Fingers, випущений 20 липня 2010 року на Fearless Records, отримав змішані відгуки. На альбом сильно вплинула любов гуртів до фільмів жахів та історії рідного міста, про що свідчать пісні «Outbreak of Heartache» та «Never Leave Northfield», остання з яких заснована на історії останнього пограбування банку в Міннесоті Джессі Джеймсом і бандою Джеймса.
Після виходу альбому гурт відправився в активний тур на підтримку свого дебютника. 9 вересня 2010 року гурт був оголошений частиною листопадового хедлайнерського туру A Skylit Drive з Motionless in White, Woe, Is Me та Scarlett O'Hara.
Гурт записав пісню «Maybe This Christmas» для різдвяної збірки лейблу Fearless Records.
16 грудня 2010 року гурт оголосили частиною The Smart Punk Tour із The Word Alive, Upon a Burning Body, Abandon All Ships і The Color Morale, який розпочався в березні та завершився у квітні.
У травні 2011 року гурт виступив на Bled Fest. Протягом 2011 року гурт брав участь у кількох турах, зокрема: «2011 All Star Tour» влітку та «Fearless Friends Tour» восени. Вони гастролювали з After the Burial, Attila, Memphis May Fire, Motionless in White, Chelsea Grin і Sleeping With Sirens під час туру All Star, а також з іншими гуртами лейблу Fearless: blessthefall, Motionless in White і The Word Alive протягом осені.
17 серпня 2011 року було оголошено, що гурт виступить на розігріві у Falling in Reverse у їхньому турі по США з Eyes Set to Kill, який розпочався у вересні та завершився у жовтні.
На початку жовтня гурт випустив кліп на пісню «I'm Not Dead Yet» з дебютного альбому Cross Your Fingers. Пізніше гурт зробив кавер на пісню Тейлор Свіфт «You Belong With Me» для збірного альбому Punk Goes Pop 4 лейблу Fearless Records.

### 2012—2013:Outspoken
17 січня 2012 року гурт оголосив, що вони увійдуть до студії з Кемероном Мізеллом, щоб розпочати запис другого альбому. Вокаліст Майк Чампа опублікував наступну заяву разом з оголошенням про студію: «Шанувальники можуть розраховувати на чесний альбом, на який вплинув досвід, який ми пережили за минулий рік на гастролях і поза ними. Цей досвід дійсно робить лірику наступного альбому набагато більш близькою і відкритою. Крім того, він набагато важчий, ніж Cross Your Fingers. Ми з нетерпінням чекаємо, коли шанувальники його почують!».
У лютому 2012 року гурт оголосив про завершення запису другого альбому.
5 березня 2012 року гурт оголосив про весняний тур по США «The Soundrink Tour» за підтримки In Fear and Faith, Dream On, Dreamer, Casino Madrid і Adestria.
25 квітня 2012 року гурт випустив пісню «Mark My Words», яка є першим синглом з другого альбому Outspoken. Лірик-відео вийшло 7 травня 2012 року. Пізніше того ж місяця вийшло лірик-відео для нового синглу «Once a Liar (Always a Fake)» і було оголошено дату випуску їхнього майбутнього альбому.
Outspoken вийшов 19 червня 2012 року. Альбом продемонстрував набагато важкіший металкоровий звук із більш помітним використанням кричущого вокалу та обмеженим використанням приспівів у стилі поп-панк, які регулярно звучали у їхньому дебюті. Цей реліз отримав переважно від середніх до позитивних відгуків, більшість з яких відзначали поліпшення загального звучання і ліричного наповнення, а також разючу схожість з іншими гуртами цього жанру як-от A Day to Remember. До та після другого релізу гурт гастролював з In Fear and Faith та Attack Attack!
19 серпня 2012 року гурт оголосили частиною туру 2012 Scream It Like You Mean It Tour разом із Woe, Is Me, Impending Doom, Abandon All Ships, Secrets і Volumes.
14 грудня 2012 року групу гурт оголосили частиною туру I See Stars The Filthy February Tour з іншими виконавцями Get Scared, At the Skylines і Upon This Dawning.
4 лютого 2013 року гурт випустив кліп на пісню «Mark My Words». Наприкінці лютого було оголошено, що гурт виступить на розігріві у Chunk! No, Captain Chunk! у довгоочікуваному хедлайнерському турі по США разом із City Lights і Upon This Dawning.
4 квітня 2013 року гурт оголосили частиною All Stars Tour 2013 разом із колегами Every Time I Die, Chelsea Grin, Veil of Maya, Terror, Stray from the Path, Capture the Crown, Iwrestledabearonce, Dayshell і Volumes. 21 серпня 2013 року гурт оголосили частиною туру Rise Up на підтримку нового релізу A Skylit Drive разом із колегами Wolves at the Gate, I the Mighty та PVRIS. Гурт виступав в рамках Warped Tour Australia в листопаді та грудні.

### 2014:Incomplete Meі розпад
1 січня 2014 року було оголошено, що гурт працює над новим матеріалом згідно з відеороликом Fearless Records на YouTube.
6 березня 2014 року гурт оголосив, що зіграє весь Warped Tour 2014 разом із PVRIS, The Summer Set, Get Scared, Dangerkids, DayShell, Heart to Heart, Pacific Dub, DJ Nicola Bear, Watsky, Wax і One oK Rock.
7 травня 2014 року гурт оголосив, що вони випустять новий альбом Incomplete Me на Fearless Records 23 червня під час тогорічного туру Warped Tour. Разом з анонсом гурт випустив тизер пісні «Crosses» — першого синглу з альбому. 14 травня вийшло офіційне лірик-відео на пісню «Crosses».
Прем'єра кліпу на титульний трек «Incomplete Me» відбулася 3 червня у журналі Revolver. Того ж дня вони також випустили синглову версію на iTunes. Зараз відео транслюється на YouTube-каналі Fearless Records. Повний альбом з'явився на наступний день після першого релізу. Incomplete Me отримав переважно змішані та позитивні відгуки, але посів 2 місце в чартах iTunes Rock і iTunes Metal.
9 жовтня 2014 року гурт оголосив на своїй сторінці у Facebook, що вони розпалися та зіграють два останні концерти за підтримки Out Came The Wolves.
7 лютого 2017 року колишній вокаліст Майк Чампа оголосив, що 21 лютого випустить сольний сингл, спродюсований Джерадом Пірскаллою.

## Склад гурту
- Майк Чампа — екстрим-вокал (2007—2014)
- Девід Волгман-Стівенс — соло-гітара, клавішні (2007—2014), вокал (2007—2008)
- Джерад Пірскалла — ритм-гітара, бек- вокал (2007—2014)
- Ітан Трекелл — ударні (2007—2014)
- Лондон Снецінгер — бас, вокал (2008—2014)

Шкала

## Дискографія

### Студійні альбоми
| Рік  | Альбом             | Лейбл            | Пікові позиції в чартах |
| Рік  | Альбом             | Лейбл            | US                      |
| ---- | ------------------ | ---------------- | ----------------------- |
| 2010 | Cross Your Fingers | Fearless Records | -                       |
| 2012 | Outspoken          | Fearless Records | 95                      |
| 2014 | Incomplete Me      | Fearless Records | 79                      |

### Мініальбоми
The Lies We Live (випущений самостійно, 2008)

### Музичні кліпи
| Рік  | Пісня                   | Режисер          |
| ---- | ----------------------- | ---------------- |
| 2010 | «Favorite Liar»         | Коул Дебні       |
| 2011 | «I'm Not Dead Yet»      | n/a              |
| 2012 | «Mark My Words»         | Коді Блю Снайдер |
| 2014 | «Incomplete Me»         | Ден Сентрон      |
| 2014 | «Poison Party (Famous)» | Джозая Ван Діен  |